# Piotr Szymanowski (dyplomata)
Piotr Szymanowski (ur. 21 września 1946 w Katowicach, zm. 4 grudnia 2016 w Warszawie) – polski romanista, tłumacz literatury pięknej, dyplomata.

## Życiorys
Urodził się w rodzinie Antoniego i Pauliny Lucyny z domu Potok (1922–2002), brat Jana Szymanowskiego (1949–2013), weterynarza; bratanek pisarki Zofii Chądzyńskiej. Ukończył filologię romańską na Uniwersytecie Warszawskim.
Był kierownikiem Domu Kultury „Orion” Bydgoskiej Spółdzielni Mieszkaniowej. W latach 1971–1991 pracował w dziale zagranicznym miesięcznika Dialog. Był kierownikiem literackim teatrów warszawskich: Teatru na Woli za dyrekcji Tadeusza Łomnickiego (1976–1981) oraz Teatru Dramatycznego (1987–1990). Współpracował m.in. z Romanem Polańskim jako tłumacz dramatu Petera Shaffera Amadeusz, który wystawiono w reżyserii i udziale aktorskim Polańskiego w Teatrze Na Woli (premiera: 23 czerwca 1981). Wraz z małżonką Kaliną przełożył autobiografię Polańskiego Roman by Polanski.
Współpracował jako tłumacz z Teatrem Polskiego Radia i Teatrem Telewizji Polskiej (tu m.in. tłumaczenia tekstów Michela Vinavera, Jeana-Paula Wenzela, Williama Douglasa Home'a, Alana Ayckbourna, Alfredo Ariasa i Kado Kostzera). Dla teatrów przekładał m.in. teksty Christophera Hamptona, Bernarda-Marie Koltèsa, Marshy Norman, Bernarda Pomerance'a, Yasminy Rezy, Tima Rice'a (współautor polskiej wersji libretta opery Andrew Lloyda Webbera Jesus Christ Superstar), Erica Westphala.
W Ministerstwie Spraw Zagranicznych został zatrudniony w 1991. W następnym roku awansował na wicedyrektora departamentu polityki kulturalnej i naukowej. W 1994 został ambasadorem RP w Maroku. Funkcję pełnił do 1999. Od 2003 do 2008 był konsulem generalnym RP w Strasburgu. Był też przedstawicielem MSZ w Komitecie Kultury Rady Europy.
Członek Stowarzyszenia Autorów ZAiKS (sekcja F – Autorów Dzieł Literackich). W 2013 otrzymał Odznakę Honorową ZAiKS-u.
Był mężem Kaliny, ojcem Zofii i Anny.

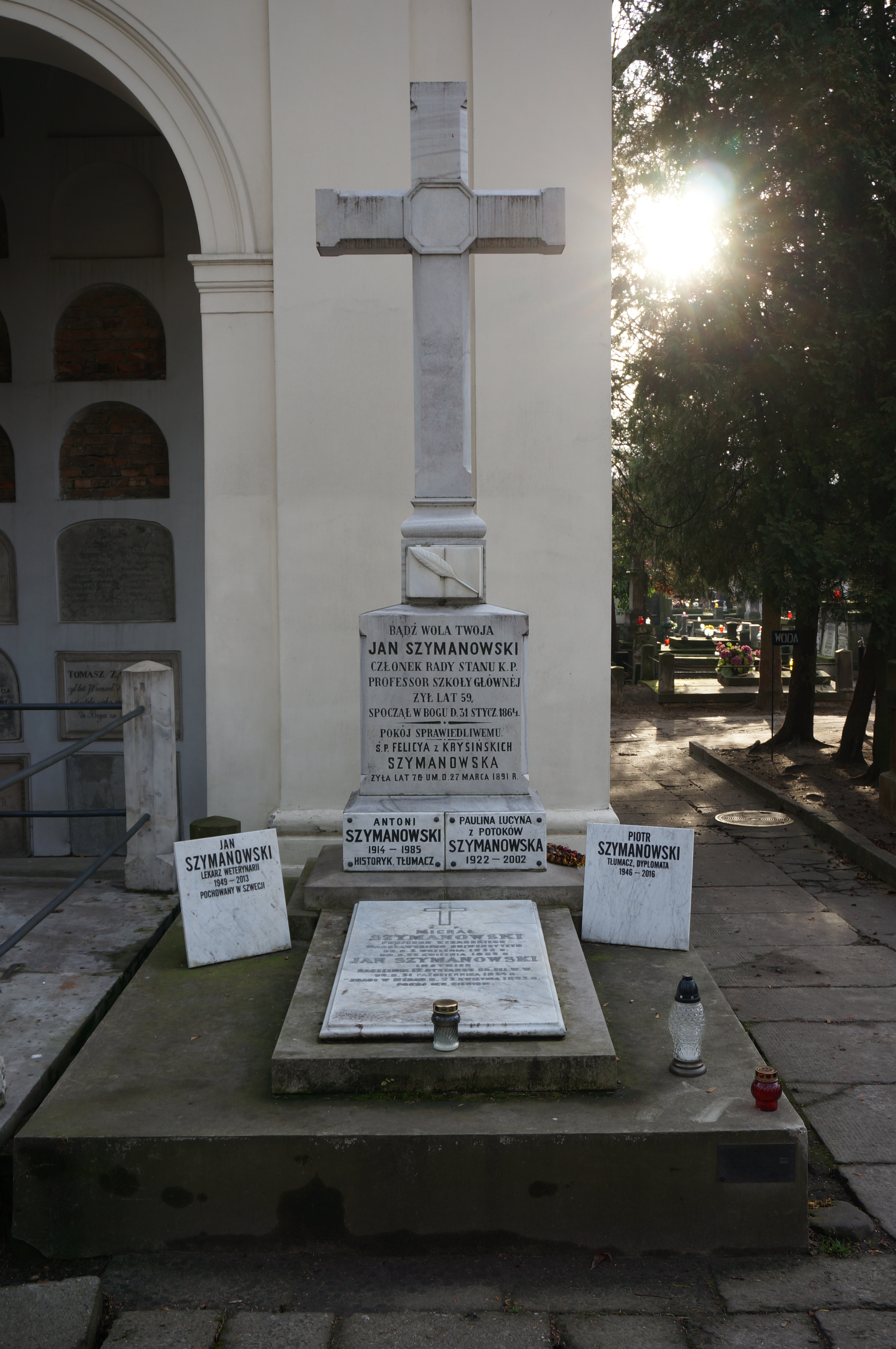
Nagrobek Piotra Szymanowskiego i rodziny Szymanowskich-Chądzyńskich na cmentarzu Powązkowskim w Warszawie (2019)

Zmarł w Warszawie, pochowany 16 grudnia 2016 na cmentarzu Powązkowskim (kwatera Pod katakumbami-1-173,174).

## Przekłady
- Bronisław Horowicz, Nim przeminie z wiatrem. Wspomnienia (przekład tekstów z języka francuskiego; wstęp Jan Kosiński; przekład tekstów z języka angielskiego Małgorzata Semil; Wydawnictwa Artystyczne i Filmowe, Warszawa 1974).
- Henri Charles Béhar, Dada i surrealizm w teatrze (Wydawnictwa Artystyczne i Filmowe, Warszawa 1975).
- Alfred Simon, Słownik współczesnego teatru francuskiego (wspólnie z Wiktorem Dłuskim i Witoldem Kalinowskim; Wydawnictwa Artystyczne i Filmowe, Warszawa 1979).
- Alan Ayckbourn, Jak się kochają... (How the other half loves) (przekład fragmentów z języka angielskiego; program spektaklu teatralnego; redakcja programu Jadwiga Adamowicz; Teatr Współczesny w Warszawie; prapremiera polska: 26 listopada 1983; reżyseria Maciej Englert, scenografia Marcin Stajewski).
- John Gielgud, Aktor i jego czasy [współpraca John Miller i John Powell] (przekład not; przekład pozostałej treści Michał Ronikier; Wydawnictwa Artystyczne i Filmowe, Warszawa 1987, ISBN 83-221-0369-7).
- Laurence Olivier, Wyznania aktora (Państwowy Instytut Wydawniczy, Warszawa 1988, ISBN 83-06-01599-1).
- Roman Polański, Roman (przekład autoryzowany, wspólnie z Kaliną Szymanowską; Wydawnictwo Polonia, Warszawa 1989, ISBN 83-7021-113-5; 1992, ISBN 83-7021-151-8; wydanie poprawione jako Roman by Polański: Wydawnictwo Świat Książki, Warszawa 2017, ISBN 978-83-8031-650-8; 2019, ISBN 978-83-8139-547-2).
- Lars Kleberg, Upadek gwiazd. Tryptyk (wspólnie z Jerzym Kempińskim; Wydawnictwo Słowo/Obraz Terytoria, Gdańsk 2003, ISBN 83-89405-30-X).
- Eugenio Barba, Pochwała ognia („Didaskalia. Gazeta teatralna” nr 90/2009, s. 106–107).
- Mireille Losco-Lena, Zamieszanie i wątpliwości wokół komizmu („Dialog” r. 55, nr 2/2010, s. 101–105).
- Frédéric Martel, Theater. O zmierzchu teatru w Ameryce (Instytut Teatralny im. Zbigniewa Raszewskiego, Warszawa 2012, ISBN 978-83-63276-03-4).

## Prace redakcyjne (wybór)
- Leon Kruczkowski, Pierwszy dzień wolności (redakcja programu teatralnego; Teatr na Woli, premiera: 17.01.1976; reżyseria Tadeusz Łomnicki, scenografia Julian Pałka, opracowanie muzyczne Rafał Augustyn).
- Aleksander Gelman, Protokół pewnego zebrania (Protokoł odnowo zasiedanja) (redakcja programu teatralnego; Teatr na Woli; premiera: październik 1976; reżyseria Tadeusz Łomnicki, scenografia Wojciech Zembrzuski, asystent reż. Krzysztof Zaleski, przekład Jerzy Koenig).
- Edward Redliński, Wcześniak (redakcja programu teatralnego; Teatr na Woli; premiera: marzec 1977; reżyseria Janusz Zaorski, scenografia Andrzej Krauze, asystent reżysera Krzysztof Zaleski, muzyka Adam Sławiński).
- Ivo Brešan, Przedstawienie „Hamleta” we wsi Głucha Dolna (Predstava „Hamleta” u selu Mrduša Donja) (redakcja programu teatralnego; Teatr na Woli; premiera: czerwiec 1977; reżyseria Kazimierz Kutz, scenografia Marian Kołodziej, przekład Stanisław Kaszyński, asystent reżysera Waldemar Matuszewski, muz. Edward Pałłasz).
- Ryszard Marek Groński, Podróż po Warszawie (wodewil w dwóch częściach), wg operetki komicznej Feliksa Szobera z roku 1876 (redakcja programu teatralnego; Teatr na Woli; premiera: styczeń 1978; reżyseria Andrzej Strzelecki, scenografia Mariusz Chwedczuk, kostiumy Xymena Zaniewska, muzyka Włodzimierz Korcz).
- Bertolt Brecht, Życie Galileusza (Lebens des Galilei) (redakcja programu teatralnego; Teatr na Woli; premiera: maj 1978; Inscenizacja i reżyseria Ludwik René, dekoracje Wojciech Zembrzuski, muzyka Tadeusz Baird, kostiumy Teresa Ponińska).
- Tadeusz Różewicz, Do piachu (redakcja programu teatralnego; Teatr na Woli; prapremiera: kwiecień 1979 r.; inscenizacja i reżyseria Tadeusz Łomnicki, scenografia Wojciech Zembrzuski, kostiumy Barbara Ptak, muzyka Zygmunt Konieczny, asystent reżysera Paweł Lizut).